# Mahavisaurus
Mahavisaurus is een geslacht van uitgestorven rhytidosteïde temnospondyle Batrachomorpha (basale 'amfibieën') uit het Vroeg-Trias (Indien) van Iraro, Madagaskar. Het is bekend van het holotype MNHN MAE 3037, een bijna complete schedel, gevonden bij het dorp Iraro in de Midden-Saamena-formatie. Verschillende andere schedels zijn toegewezen. Het gaat om natuurlijke afgietsels sinds 1961 aangetroffen in steenknollen of concreties.
Dit geslacht werd in 1966 benoemd door Jean Pierre Lehman en de typesoort is Mahavisaurus dentatus. De geslachtsnaam verwijst naar de rivier de Mahavi ofwel Mahavavy Nord, niet te verwarren met de Mahavavy Sud. De soortaanduiding betekent 'de getande'. Vaak is gedacht dat Lyrosaurus australis, in hetzelfde jaar benoemd uit hetzelfde gebied, een jonger synoniem is van Mahavisaurus. Cosgriff en Zawinski maakten er in 1979 een Mahavisaurus australis van. In 2014 concludeerde een revisie dat deze soort simpelweg identiek is aan M. dentatus.
Mahavisaurus wordt meestal omschreven als short-faced, met een brede tongvormige schedel.